# Kelseyville
Kelseyville es un lugar designado por el censo en el condado de Lake en el estado estadounidense de California. En el año 2000 tenía una población de 2,928 habitantes y una densidad poblacional de 348 personas por km².

## Geografía
Kelseyville se encuentra ubicado en las coordenadas 38°58′N 122°50′O / 38.967, -122.833. Según la Oficina del Censo, la ciudad tiene un área total de 8,4 km² (3,2 mi²), de la cual 8,4 km² (3,2 mi²) es tierra y 0 km² (0 mi²) (0%) es agua.

## Demografía
Según la Oficina del Censo en 2000 los ingresos medios por hogar en la localidad eran de $24,363, y los ingresos medios por familia eran $28,958. Los hombres tenían unos ingresos medios de $26,758 frente a los $20,036 para las mujeres. La renta per cápita para la localidad era de $15,651. Alrededor del 15.3% de la población estaban por debajo del umbral de pobreza.